# Глухари
Глухари́ (лат. Tetrao) — род тетеревиных птиц из отряда курообразных.

## Описание
От близкого рода рябчиков (Bonasa) отличается вполне оперённой цевкой и 18—20-пёрым хвостом. Самцы резко отличаются от бурых или рыжих пёстрых самок более однообразным, обыкновенно чёрным с металлическими отливами оперением, удлинёнными перьями на горле, часто также формой хвоста и некоторыми более мелкими признаками. Главную пищу составляют листья и почки деревьев.

## Классификация
По устаревшей классификации к роду относили около 12 крупных видов. В настоящее время к роду принадлежат два вида:
- Каменный глухарь (Tetrao urogalloides)
- Обыкновенный глухарь (Tetrao urogallus)

В ископаемом состоянии известны следующие виды:
- Tetrao conjugens (ранний Плиоцен Центральной Европы)
- Tetrao macropus (поздний Плиоцен - ранний Плейстоцен Венгрии)
- Tetrao partium (ранний Плиоцен - ранний Плейстоцен Юго-Восточной Европы)
- Tetrao praeurogallus (ранний - средний Плейстоцен Восточной Европы)
- Tetrao rhodopensis (ранний Плиоцен Дорково, Болгария)